# Colonia Cuarta Demarcación
Colonia Cuarta Demarcación är en ort i Mexiko.   Den ligger i kommunen Francisco I. Madero och delstaten Hidalgo, i den sydöstra delen av landet, 90 km norr om huvudstaden Mexico City. Colonia Cuarta Demarcación ligger 1 988 meter över havet och antalet invånare är 158.
Terrängen runt Colonia Cuarta Demarcación är varierad. Runt Colonia Cuarta Demarcación är det tätbefolkat, med 356 invånare per kvadratkilometer. Närmaste större samhälle är San Salvador, 7,6 km öster om Colonia Cuarta Demarcación. Trakten runt Colonia Cuarta Demarcación består till största delen av jordbruksmark.